# Maikro Romero
Maikro Eusebio Romero Esquivel (ur. 9 grudnia 1972 w Guantánamo) – kubański bokser, medalista olimpijski.
W latach 1992–1995 cztery razy zdobywał mistrzostwo Kuby. Pierwszym jego międzynarodowym sukcesem był brązowy medal w kategorii papierowej zdobyty na igrzyskach Ameryki Środkowej i Karaibów w 1993 w Ponce, gdzie w walce o finał przegrał z Joanem Guzmánem, późniejszym zawodowym mistrzem świata.
W 1996 na igrzyskach olimpijskich w Atlancie zdobył złoty medal w kategorii muszej. Na turnieju olimpijskim w drodze do finału pokonał kolejno Erika Morela (24–12), Lernika Papyana (22–6), Eliasa Recaido (18–3) i Alberta Pakiejewa (12–6). W finale pokonał Bułata Dżumadiłowa w stosunku (12–11).
Rok później zdobył tytuł mistrza świata w kategorii piórkowej na mistrzostwach w Budapeszcie, pokonując Mimouna Chenta, Liborio Romero, Aleksandra Nalbadjana, Daniela Petrowa i w finale Roela Velasco. W 1998 na igrzyskach Ameryki Środkowej i Karaibów w Maracaibo zdobył złoty medal, w finale pokonując José Luisa Valerę.
W 1999 najpierw w zwyciężył na igrzyskach panamerykańskich w Winnipeg, a następnie zdobył srebrny medal na mistrzostwach świata w Houston. W drodze do finału pokonał Kim Ki-suka, Pála Lakatosa i Aleksandra Nalbandjana. W finale przegrał natomiast z Brianem Vilorią.
W następnym roku na igrzyskach olimpijskich w Sydney zdobył brązowy medal. Pokonał kolejno José Luisa Valerę, Mariana Velicu i Walerija Sydorenkę. W półfinale przegrał jednak z późniejszym złotym medalistą, Brahimem Asloumem.